# Eleição presidencial da Costa do Marfim em 1990
A eleição presidencial marfinense de 1990 ocorreu em 28 de outubro. Foi a primeira eleição presidencial disputada após a introdução do sistema eleitoral pluripartidário no país e foi disputada entre o então presidente em exercício, Félix Houphouët-Boigny, que tentava seu 7.º mandato consecutivo, e o líder oposicionista Laurent Gbagbo, que retornou à Costa do Marfim vindo do exílio 2 anos antes.
O líder do hegemônico Partido Democrata da Costa do Marfim (PDCI) não enfrentou grandes obstáculos para assegurar sua vitória eleitoral por ampla margem de votos, obtendo o total de 81.68% dos votos válidos contra 18.32% obtidos pelo líder da Frente Popular Marfinense (FPI), à época o principal partido de oposição do país.

## Resultados eleitorais
| Candidato                  | Partido                              | Votos válidos | %     |
| -------------------------- | ------------------------------------ | ------------- | ----- |
| Félix Houphouët-Boigny     | Partido Democrata da Costa do Marfim | 2 445 365     | 81.68 |
| Laurent Gbagbo             | Frente Popular Marfinense            | 548 441       | 18.32 |
| Total de votos válidos     | Total de votos válidos               | 2 993 806     | 98.19 |
| Votos em branco/nulos      | Votos em branco/nulos                | 55 327        | 1.81  |
| Total de votos registrados | Total de votos registrados           | 3 049 133     | 100   |
| Eleitorado apto a votar    | Eleitorado apto a votar              | 4 408 808     | 69.16 |